# اسکار اولسون
اسکار اولسون (انگلیسی: Oscar Olson؛ ۷ اکتبر ۱۸۷۸ – ۲۵ فوریهٔ ۱۹۶۳) ورزشکار رشته‌های طناب‌کشی و وزنه‌بردار اهل ایالات متحده آمریکا بود. از افتخارات وی میتوان به کسب مدال طلا در بازی‌های المپیک تابستانی ۱۹۰۴ اشاره کرد. 